# Puccinia recondita

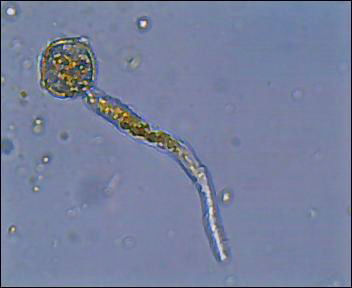
Urediniospora Puccinia recondita

Puccinia recondita Roberge ex Desm. – gatunek grzybów z rodziny rdzowatych (Pucciniaceae). Grzyb mikroskopijny pasożytujący na roślinach. U zbóż wywołuje chorobę o nazwie rdza.

## Systematyka i nazewnictwo
Pozycja w klasyfikacji według Index Fungorum: Puccinia, Pucciniaceae, Pucciniales, Incertae sedis, Pucciniomycetes, Pucciniomycotina, Basidiomycota, Fungi.
Takson ten opisali w 1857 r. Michel Robert Roberge i Jean Baptiste Henri Joseph Desmazières.
Ma ponad 60 synonimów. Należą do nich m.in. wszystkie odmiany i podgatunki. Nie są natomiast synonimami formy wywołujące choroby zbóż.
- Puccinia recondita f.sp. tritici C.O. Johnson – wywołuje rdzę brunatną pszenicy;
- Puccinia recondita f.sp. secalis Miedaner, Klocke, Flath, Geiger & Weber 2012 – wywołuje rdzę brunatną żyta[2].

## Morfologia i rozwój
Puccinia recondita jest pasożytem dwudomowym, to znaczy, że jego cykl życiowy odbywa się na dwóch żywicielach. Jest też rdzą pełnocyklową, wytwarzająca wszystkie typowe dla rdzy rodzaje zarodników. Spermogonia i ecja rozwijają się na liściach różnych gatunków rutewki, farbownika i na ostrzeniu pospolitym. Spermogonia o średnicy 80–145 µm zwykle tworzą się na górnej powierzchni liści w obrębie czerwono-brązowych plam o średnicy do 15 mm. Ecja powstają na dolnej stronie liści. Są cylindryczne lub kielichowate o średnicy 0,2–0,6 mm i wysokości 0,5 mm, barwy od białej do żółtawej, z nieregularnie karbowanym lub postrzępionym brzegiem. Komórki okołowierzchołkowe z zewnętrzną ścianą o grubości 6–7 µm i wewnętrzną ścianą o grubości 2–3 µm, obie z brodawkami. Ecjospory spłaszczone, kuliste lub elipsoidalne, 16–26 × 16–20 µm. Ściana bezbarwna, o grubości do 1 µm, gęsto pokryta małymi brodawkami.
Uredinia i telia rozwijają się na pszenicy i perzu. Uredinia tworzą się głównie na górnej powierzchni liścia. Są elipsoidalne, do 1 µm długości, rdzawobrązowe, pyliste, zwykle częściowo pokryte popękanym naskórkiem. Często występuje na całym liściu, który staje się żółty lub brązowy. Kuliste lub elipsoidalne urediniospory mają rozmiary 22–30 × 18–23 µm i brązowo żółtawą ścianę o grubości 1,5–2,0 µm z kolcami oddalonymi od siebie o 2–3 µm. Pory rostkowe w liczbie (7–) 8–10, rozproszone. Telia powstają na spodniej stronie liścia, są jajowate lub wydłużone, do 1 mm długości, często połączone ze sobą w długie konglomeraty, czarne, trwale pokryte naskórkiem. Teliospory o kształcie od maczugowatego do nieregularnie elipsoidalnego, asymetrycznie zaokrąglone lub spłaszczone u góry, lekko zwężone przy ścianie poprzecznej, 33–45 × 15–21 µm. Ściana żółtawa, po bokach cienka, żółtobrązowa, u góry osiągająca grubość do 3–5 µm. Pory rostkowe niewyraźne. Trzonek żółtawy, z żółto-brązową, zgrubiałą do 2–4 µm ścianką u podstawy zarodników, trwały.
W Europie Środkowej stadium ecjalne Puccinii recondita nie odgrywa roli w rozprzestrzenianiu się choroby. Zimuje ona głównie w postaci grzybni i urediniów, które są głównym źródłem choroby. Mogą przetrwać stosunkowo niskie temperatury. W rejonach łagodnych zim infekcje mogą zapoczątkować kiełkowanie zarodników w temperaturze 5–25 °C, chociaż optymalna temperatura to 10–20 °C. Z pojedynczego uredinium, które przetrwa zimę, może w ciągu jednego dnia powstać około 3000 urediniospor. Przy temperaturze 15–35 °C urediniospora kiełkuje w ciągu 30 minut, a w ciągu trzech godzin dokonuje infekcji. Cykl życiowy w sprzyjających warunkach (ciepła i wilgotna pogoda) wynosi około 5–10 dni.

## Występowanie
Puccinia recondita występuje na wszystkich kontynentach poza Antarktydą, a także na wielu wyspach.
W Polsce opisano występowanie na farbowniku polnym (Anchusa arvensis), Anchusa barrellieri, Anchusa capensis, farbowniku lekarskim (Anchusa officinalis), ostrzeniu pospolitym (Cynoglossum officinale), perzu sinym (Elymus hispidus), perzu właściwym (Elymus repens), życie zwyczajnym, życie krzyca (Secale montanum).